# Суперкубок Бельгії з футболу 1981
Суперкубок Бельгії з футболу 1981 — 3-й розіграш турніру. Гра відбулася 12 серпня 1981 року між чемпіоном Бельгії клубом «Андерлехт» та володарем кубка Бельгії клубом «Стандард» (Льєж).
| Володар Суперкубка Бельгії 1981 |
| ------------------------------- |
|                                 |
| «Стандард» Перший титул         |

## Матч

### Деталі
| 12 серпня 1981 |

| «Андерлехт» | 0:0 пен. 1:3 | «Стандард» (Льєж) |
| ----------- | ------------ | ----------------- |
|             |              |                   |

| Еміль Версе, Андерлехт |